# Femke Kazubski
Femke Kazubski (* 11. Juli 1981) ist eine ehemalige deutsche Fußballspielerin.

## Karriere
Aus Eissen im Kreis Höxter stammend, gehörte die 167 cm große Kazubski ab der Saison 1999/2000 dem Mehrspartensportverein TSV Jahn Calden als Stürmerin in der seinerzeit drittklassigen Oberliga Hessen an. Zur Saison 2005/06 wurde sie vom VfL Wolfsburg verpflichtet, dem sie bis zum Saisonende 2007/08 angehörte. Ihre erste Saison spielte sie noch in der Gruppe Nord der seinerzeit zweigleisigen 2. Bundesliga, bevor sie mit ihrer Mannschaft als Meister aus dieser Spielklasse hervorgegangen, in die Bundesliga aufstieg. Von 2006 bis 2008 bestritt sie zwölf Punktspiele. Ihr erstes von sieben Saisonspielen bestritt sie zum Saisonauftakt am 10. September 2006 bei der 0:7-Niederlage im Heimspiel gegen den späteren Meister 1. FFC Frankfurt als Einwechselspielerin zur zweiten Spielhälfte.
Nach Calden zurückgekehrt, spielte sie von 2008 bis 2010 erneut für den TSV Jahn Calden – in der drittklassigen Regionalliga Süd –, mit dem sie das Finale um den Hessischen Pokal mit 1:0 gegen den VfR 07 Limburg in Marburg gewann und damit am Wettbewerb um den DFB-Pokal teilnahm. Ihr einziges Pokalspiel bestritt sie am 13. September 2009 bei der 0:2-Erstrundenniederlage gegen Bayer 04 Leverkusen im heimischen Stadion Kaiserplatz. Nach dem letzten Punktspiel der Saison 2009/10, beim 2:0-Sieg im Heimspiel gegen den Liganeuling Germania Wiesbaden, wurde sie in Abwesenheit – aus beruflichen Gründen – mit vier weiteren Spielerinnen von Frauenwartin Silvia Ruda aus der ersten Mannschaft des Vereins verabschiedet. Im weiteren Verlauf spielte sie zuletzt in der Saison 2022/23 für die zweite Mannschaft, bevor sie ihre Spielerkarriere beendete.

## Erfolge
- Meister 2. Bundesliga Nord 2006 und Aufstieg in die Bundesliga
- Hessenpokal-Sieger 2009